# JR東日本E491系電聯車
E491系是一款屬於東日本旅客鐵道（JR東日本）交直流兩用事業用電聯車，暱稱為「East i-E」。

## 概要

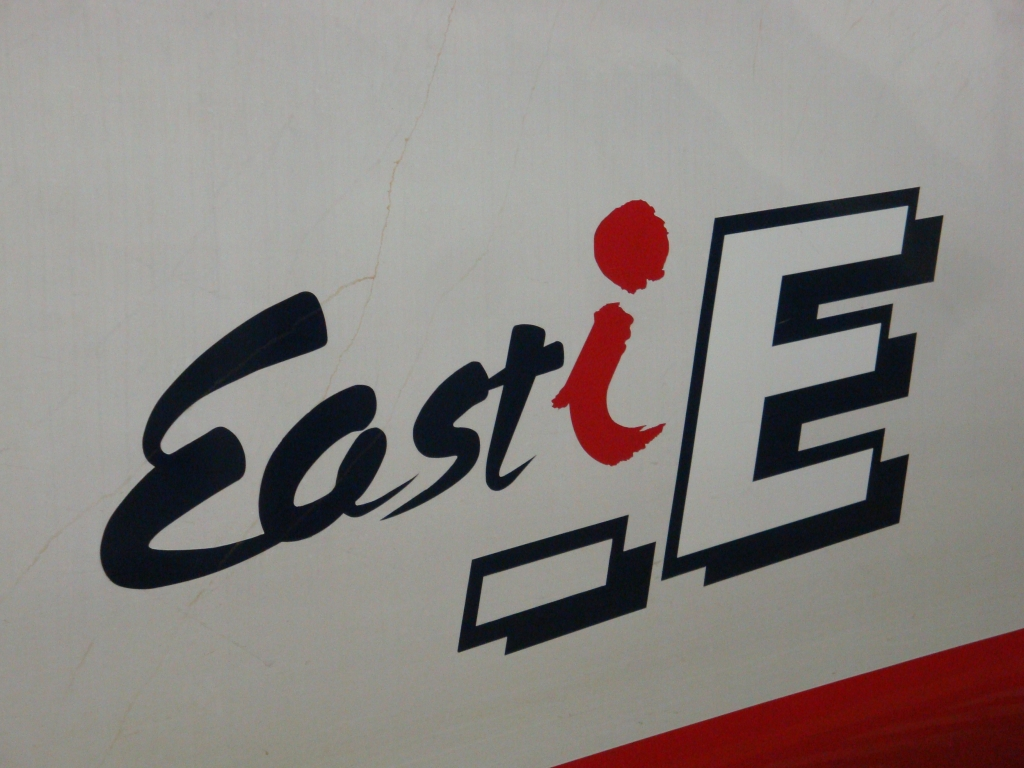
East i-E的標誌

E491系的開發目的是JR東日本為了取代老化的443系電聯車及MaYa34型檢測車，於2002年由日立製作所與近畿車輛兩間公司承造，一共生產了一個編組三節車廂，並配置在勝田車輛中心。
列車主要檢測電氣化區間的鐵路軌道、高架電纜、鐵路號誌機等功能，除了已經改變標準軌距的奧羽本線福島至新庄間及大曲至秋田間與田澤湖線之外的路線。而E491系可以在KuYaE490型與MoYAE490型之間加掛建築界限檢查車MaYa50 5001，並且以四輛編組運轉。
除了檢測JR東日本本身的電氣化區間之外，也檢測伊豆急行、青森鐵道、IGR岩手銀河鐵道、仙台機場鐵道、阿武隈急行、富士急行、北越急行、信濃鐵道、東京臨海高速鐵道等私鐵與第三部門鐵道路線。

## 規格與構造

### 制韌
E491系搭載再生制動、電阻制動並用的電子控制式氣軔，同時配備限速、貫通預備及耐雪等制韌，為了避免拖車在制動所產生推擠現象，因此裝設延遲同步制動。當列車的制韌故障時可以與其他車輛的自動空氣制動以及電子控制式氣軔車輛共用而設置的救援制韌。

### 轉向架
E491系轉向架採用空氣彈簧式無枕梁轉向架，動力車當中的Mzc車前側搭載DT68型動力轉向架，後側搭載DT68A動力轉向架，而Mz車搭載DT65型動力轉向架，均採用二軸傳動。而拖車（Tzc車）前側搭載TR253型轉向架，而後側則搭載TR253A型轉向架。

### 其他
為了能夠得知列車的狀況，列車搭載了MON11型顯示器。而為了連結MaYa34型測量車，在駕駛車的連結器採用雙規格通用型連結器。E491系不同於一般列車的電子警笛是空氣鳴笛，而採用251系、253系及E257系相同的音樂警笛。除此之外，為了中央本線的建築界限較小，因此採用低車頂構造車輛設計。

## 形式說明
KuMoYaE491-1（Mzc）
本車廂由日立製作所承製，主要是以鐵路號誌及通訊設施的檢查為主，因此設置檢查號誌與通訊的設備，同時在本車設有一組測試用PS96A雙臂型集電弓。以及一組檢查機電系統的電動機。
MoYaE490-1（Mz）
本車廂由近畿車輛承製，主要是以高架電纜的檢查為主，因此設置檢查電力線的設備以及觀測窗。集電弓採用PS32A型單臂型集電弓兩組，依照行駛的方向不同而有所區別，主要控制裝置設置在本車廂。
KuYaE491-1（Tzc）
本車廂由日立製作所承製，主要是以鐵軌部分的檢查為主，因此設置檢查鐵軌的設備，同時在本車設有一組測試用PS96A雙臂型集電弓。
參考資料：

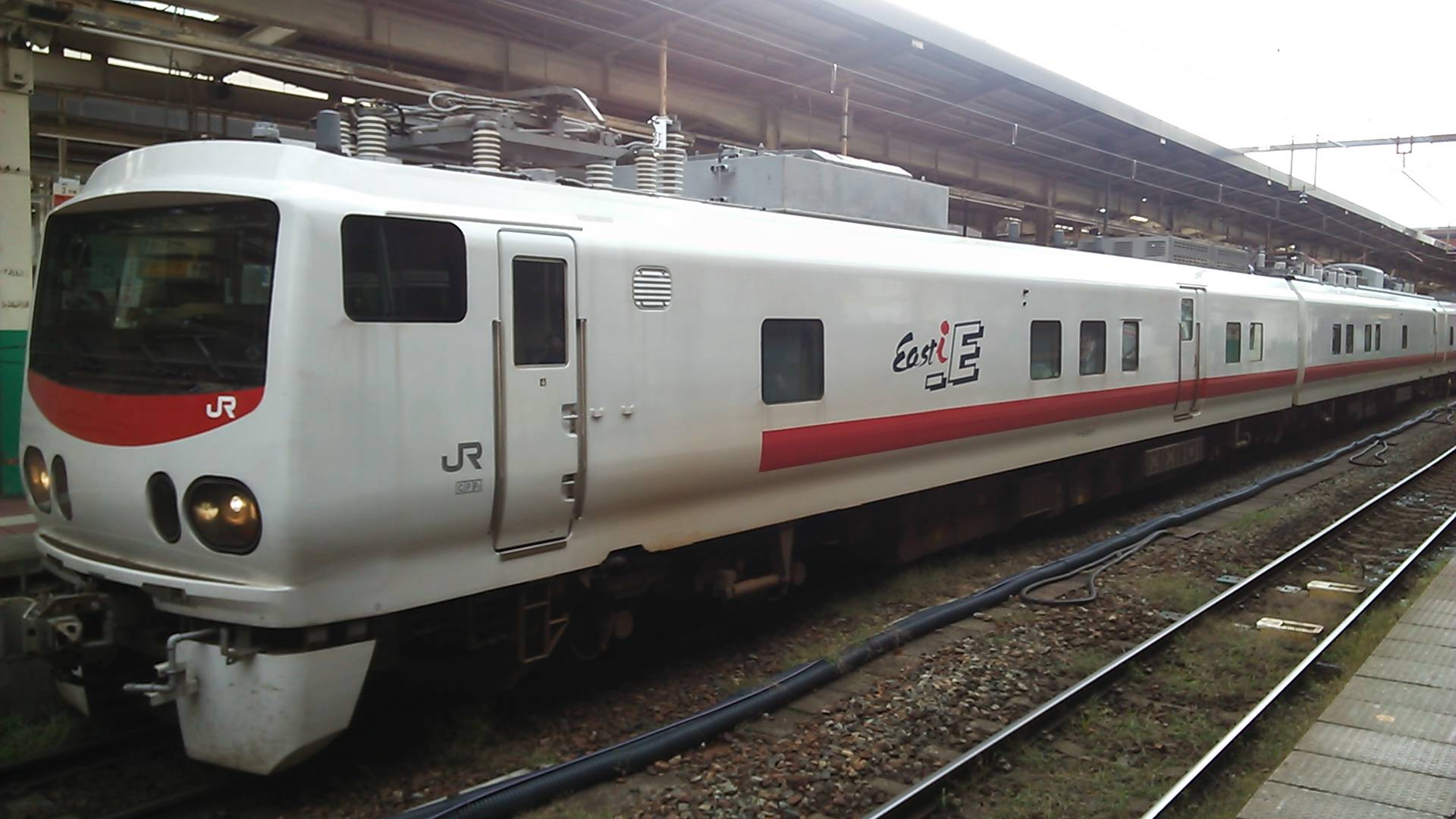
KuMoYaE491-1 
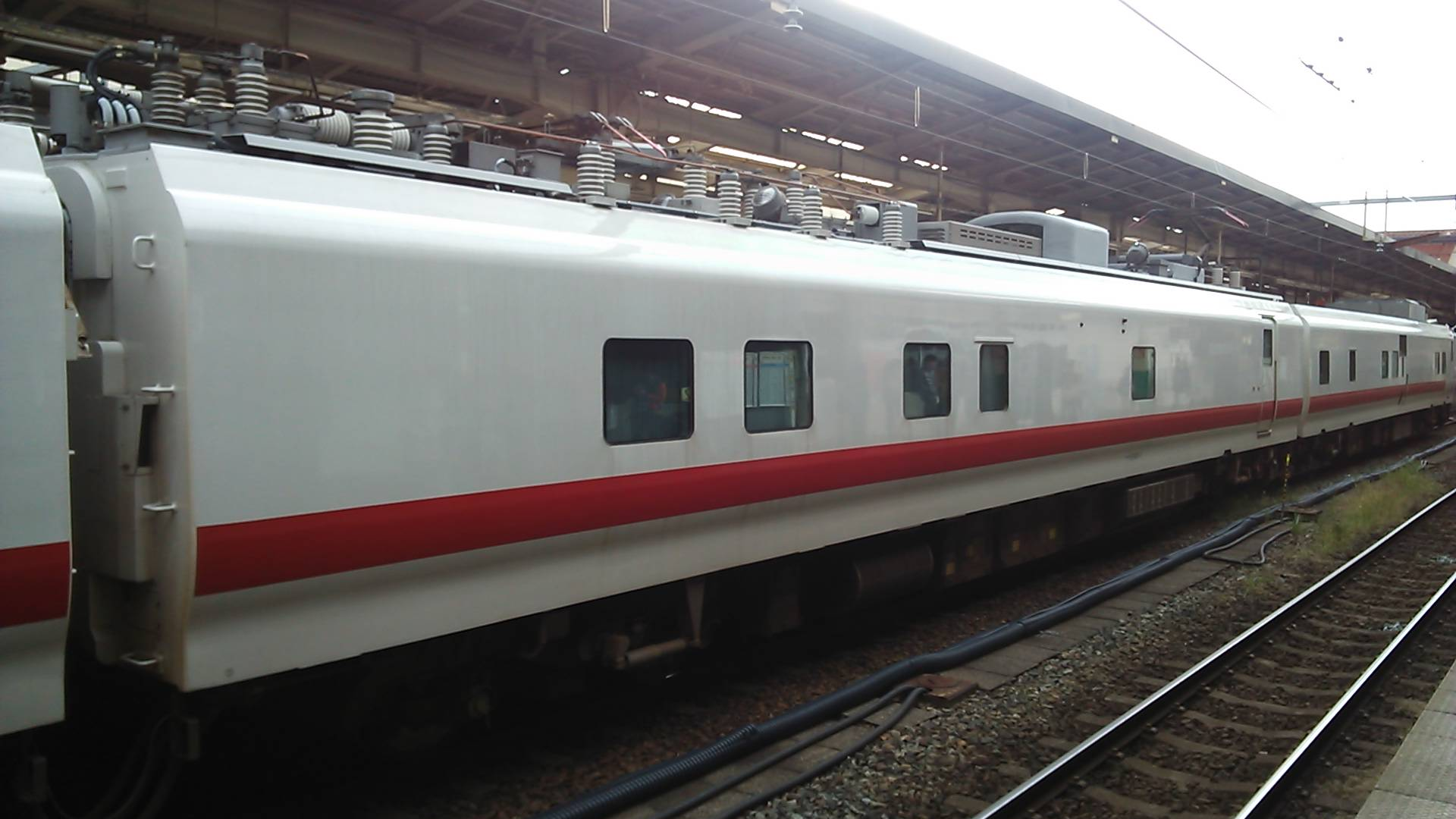
MoYaE490-1 
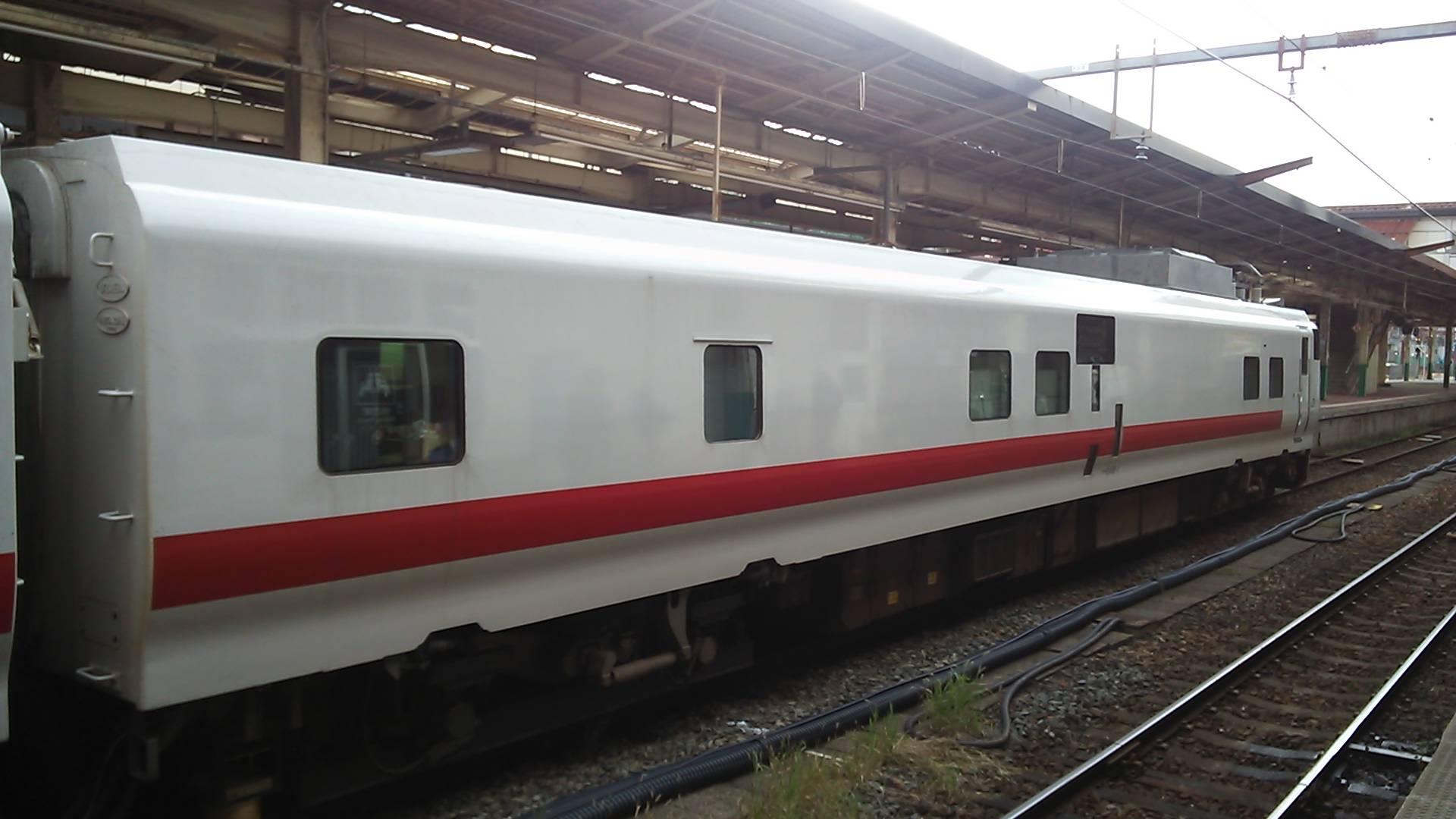
クヤE490-1 
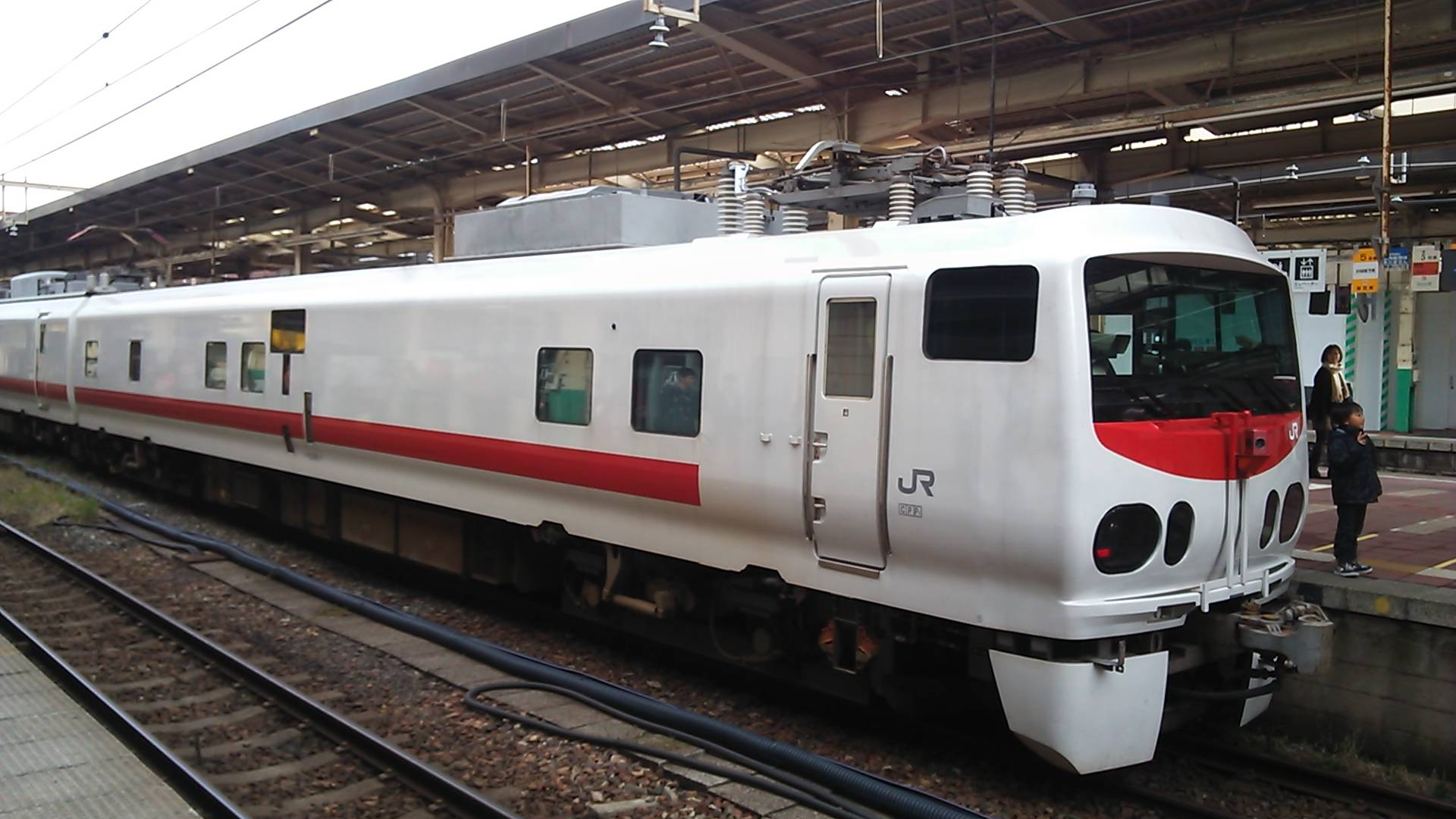
KuYaE490-1 

## 外部連結
- （日語）E491系圖片集 （页面存档备份，存于）